# Chlorosterrha albaniensis
Chlorosterrha albaniensis är en fjärilsart som beskrevs av Louis Beethoven Prout 1912. Chlorosterrha albaniensis ingår i släktet Chlorosterrha och familjen mätare. Inga underarter finns listade i Catalogue of Life.